# Даниел Малори
Даниел Малори (на английски: Daniel Mallory) е американски редактор и писател на произведения в жанра трилър. Пише под псевдонима Ей Джей Фин (на английски: A. J. Finn).

## Биография и творчество
Даниел Малори е роден през 1979 г. в Ню Йорк, САЩ. Премества се със семейството си в Шарлът, Северна Каролина, където завършва латинската гимназия. Завършва английска филология в Университет „Дюк“.
Работи в продължение на десет години в Лондон като редактор на книги в „Харпър Колинс“. След завръщането си в Ню Йорк работи като изпълнителен директор на издателската компания „William Morrow“, дъщерна компания на „Харпър Колинс“. Пише за „Лос Анджелис Таймс“, „Вашингтон поуст“ и „Таймс“ и др.
Първият му роман „Жената на прозореца“ е издаден през 2018 г. под псевдонима Ей Джей Фин. Романът става бестселър в списъка на „Ню Йорк Таймс“ в продължение на месец и го прави известен. Екранизиран е през 2021 г. в едноименния филм с участието на Ейми Адамс, Гари Олдман и Джулиан Мур.
Даниел Малори живее със семейството си в Ню Йорк.

## Произведения

### Самостоятелни романи
- The Woman in the Window (2018)
Жената на прозореца, изд.: „Сиела“, София (2018), прев. Анна Карабинска-Ганева

### Екранизации
- 2020 Жената на прозореца, The Woman in the Window